# Holy Crap
«Holy Crap» (с англ. — «Срань господня») — вторая серия второго сезона мультсериала «Гриффины». Премьерный показ состоялся 30 сентября 1999 года на канале FOX. 

## Сюжет
Очень религиозный отец Питера Фрэнсис уходит на пенсию из-за старости. Питер поддерживает его с помощью своей семьи (к неудовольствию Лоис: ведь она — протестантка, а Питер и Фрэнсис — католики), но тут же начинаются неприятности: Фрэнсис ругает Криса за мастурбацию в ванной, хотя тот всего лишь ходил по большой нужде; заставляет Мег почувствовать себя виноватой за то, что она лишь держалась за руку с соседским мальчишкой; а Стьюи на ночь рассказывает сказки о том, как горят грешники в аду.
В итоге Крис начинает верить, что справлять естественные надобности — это грех, а Стьюи восторгается Богом и его силами к совершению зла.
Когда Фрэнсиса берут на работу на Фабрику счастливых игрушек, где работает Питер, он очень быстро выбивается в бригадиры (благодаря своему мастерству) и увольняет Питера. Фрэнсис уверяет своего сына, что тот полный неудачник как в работе, так и в семье, а Питер возражает, говоря, что любит свою семью и что он «чертовски хороший отец, а это уже больше, чем кто-либо может сказать о Фрэнсисе».
Безработный и опустившийся Питер не верит в себя, но вскоре узнаёт, что в Бостон прилетел Папа Римский, и решает встретиться с ним. Он проникает к нему в гостиничный номер, но его оттуда вышвыривают, позже ему удаётся занять место водителя в папамобиле. Питер привозит Папу к себе домой, и там тот помогает Питеру «обрести себя» и воспрянуть духом. После этого Питер везёт Папу на Фабрику Игрушек, где происходит непростой разговор отца, сына и Папы.
В итоге Питер и Фрэнсис находят общий язык, а Папа берёт Фрэнсиса к себе на работу охранником в своей поездке по США.

## Создание
Автор сценария: Дэнни Смит.
Режиссёр: Нейл Аффлек.
Приглашённые знаменитости: Чарльз Дёрнинг (в роли Фрэнсиса Гриффина), Эндрю Гормли, Оливия Хэк, Дуайт Шульц (в роли папы римского), Флоренс Стенли (в роли Тельмы Гриффин (жена Фрэнсиса)), Патрик Уорбертон, Дэвид Цукерман и Карлос Алазраки (в роли мистера Вида и двух других эпизодических персонажей).